# Koptisch-Orthodox Bisdom van Nederland
Het Koptisch-Orthodox Bisdom van Nederland is het bisdom van de Koptisch-Orthodoxe Kerk in Nederland.  
De Koptisch-Orthodoxe gemeenschap in Nederland telde in 2010 ongeveer 6.000 leden, voornamelijk afkomstig uit Egypte, Eritrea, Ethiopië en Soedan.  
Sinds eind jaren 90 werken de Koptisch-Orthodoxe parochies samen met andere christelijke gemeenschappen. In 2005 werd de kerk lid van de Raad van Kerken in Nederland.
Het bisdom werd opgericht in 2013 en omvat de volgende parochies:
Het bisdom werd ingesteld in 2013. Het bestaat uit de volgende parochies:
- Heilige Maagd Maria (Amsterdam)

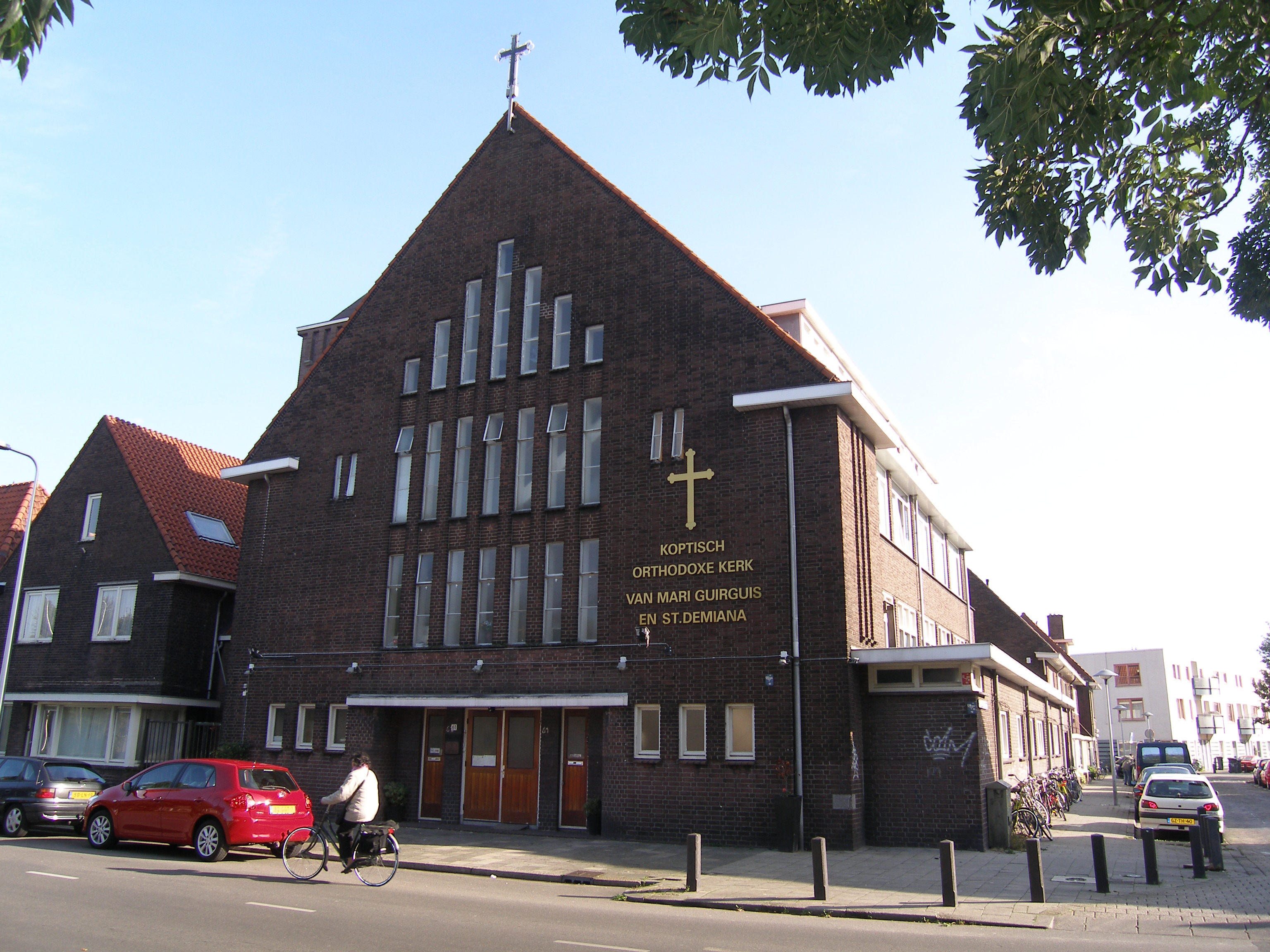
Koptisch-orthodoxe kerk in Utrecht

- Sint Athanasius de Apostolische (Assen)
- Heilige Maagd Maria en St. Petrus en St. Paulus (Beverwijk)
- Heilige Maagd Maria en St. Verena (Bussum)
- Sint Markus (Den Haag)
- Aartsengel Michael & Sint Antonius (Eindhoven)
- Heilige Maria St. Arsenious (Kapelle)
- Heilige Paulus van Thebe (Leeuwarden)
- Heilige Maagd Maria en Paus Kyrillos VI (Leidschendam)
- Heilige Maagd Maria en St. Tawadros de Levant (Nijmegen)
- Mari Guirguis en Sint Demiana (Utrecht)

Sinds 2015 is er in Nederland een Koptisch-Orthodox klooster in Lievelde.  
Anba Arseny is sinds 16 juni 2013 bisschop van het bisdom.  